# Ivan Erdeli

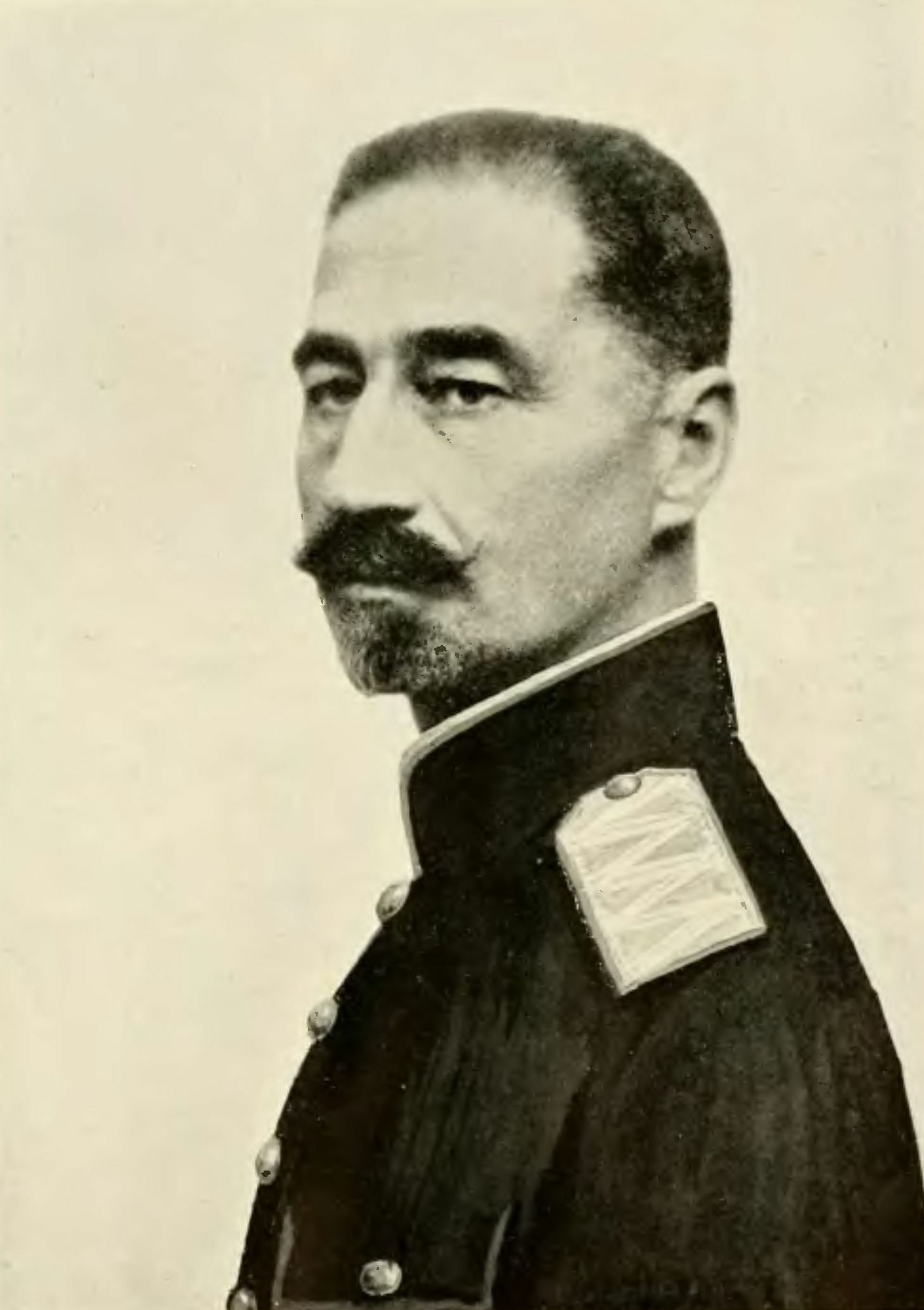
Ivan Erdeli.

Ivan Georgijevitj Erdeli (ryska: Иван Георгиевич Эрдели), född 15 oktober 1870, död 7 juli 1939 i Paris, var en rysk militär.
Erdeli blev officer vid kavalleriet 1890, överste och regementschef 1907 samt, som generalmajor, generalkvartermästare i Sankt Petersburgs militärdistrikt 1912. Efter första världskrigets utbrott blev han i september 1914 chef för 14:e kavalleridivisionen och 1915 chef för ett kavalleridetachement (om två divisioner), varmed han deltog i första arméns strider i Polen och Litauen. I juni 1917 blev han chef för 11:e armén (i Galizien), vars upplösning han förgäves försökte hindra. I september samma år avsattes han (av Aleksandr Kerenskij) och fängslades, men frigavs åter i november samma år.